# Olga Kristina Hansen
Olga Kristina Hansen (født 28. februar 1990) er en færøsk fodboldspiller, der spiller for Østerbro IF i 1. division og Færøernes kvindefodboldlandshold. Hun har tidligere spillet for de færøske klubber KÍ og AB. Olga Kristina Hansen fik sin debut for landsholdet den 18. november 2006, da Færøerne spillede mod Wales. Pr. 11. apríl 2017 har hun spillet 43 landskampe og sccoret 5 mål for Færøernes landshold.